# Sigrid Sundgren-Schnéevoigt
Sigrid Ingeborg Sundgren-Schnéevoigt, née le 17 juin 1878 à Helsinki et morte le 14 septembre 1953 à Stockholm, est une pianiste finlandaise, enseignante à l'Académie Sibelius.

## Biographie
Sigrid Sundgren-Schnéevoigt fait ses premières études à l'Académie Sibelius de 1886 à 1894, puis à Berlin avec Ferruccio Busoni de 1894 à 1897.
En 1907, elle épouse Georg Schnéevoigt, chef d'orchestre avec lequel elle fait plusieurs tournées en Allemagne et en Scandinavie.
Elle enseigne à l'Académie Sibelius.
Elle meurt le 14 septembre 1953 à Stockholm.